# Peter Friedrich Ludwig von Rössing

Peter Friedrich Ludwig Freiherr von Rössing

Peter Friedrich Ludwig von Rössing, auch Peter Friedrich Ludwig Freiherr von Rössing (* 4. Februar 1805 in Oldenburg; † 23. Juni 1874 ebenda), war ein deutscher Verwaltungsjurist und von 1872 bis 1874 Oldenburgischer Staatsminister.

## Biografie
Rössing war der Sohn des Landvogtes in Cloppenburg Ernst Conrad Christian von Rössing (1762–1827) und Enkel des Etatsrates von Ovelgönne August Friedrich Ludwig von Rössing. Er entstammte damit einer bekannten niedersächsischen Uradels- und Beamtenfamilie und schlug ebenfalls die Beamtenlaufbahn ein. Nach Privatunterricht und dem Besuch der Gymnasien in Osnabrück und Oldenburg, studierte er von 1825 bis 1828 Jura in Göttingen. Nach dem Examen im Jahr 1834 folgten Anstellungen als Auditor bei verschiedenen Ämtern des Großherzogtums Oldenburg. Ab 1836 war er als Assessor beim Landgericht Ovelgönne und ab 1839 beim Landgericht Vechta tätig. Ab 1838 übte er außerdem das Hofamt des Kammerjunkers aus. 1843 wurde er Assessor an der Justizkanzlei und 1846 erfolgte die Ernennung zum Kammerherrn. 1848 wurde dann er Mitglied des Militärobergerichts und des Militärkollegiums und erhielt den Titel eines Obergerichtsrates.
Nach dem Rücktritt des Ministers Dietrich von Buttel wurde er Anfang 1851 zunächst zum Staatsrat, dann zum Mitglied und im August 1851 schließlich zum Vorstand des Staatsministeriums berufen. Mit diesem Amt übernahm er die Departements der Justiz sowie der Kirchen und Schulen. Außerdem übernahm Rössing zugleich auch das Departement des Großherzoglichen Hauses und der Auswärtigen Angelegenheiten und zwar zunächst vertretungsweise für den nach Frankfurt als Bundestagsgesandten abgeordneten Minister Eisendecher. Dieser ließ sich im Februar 1852 von seinen Ministerämtern entbinden und Rössing folgte ihm nun auch offiziell in diesen Ämtern. Nachdem ihm im Januar 1854 der Titel eines Ministers und 1872 der des Staatsministers verliehen worden war, starb er nach kurzer Krankheit am 23. Juni 1874.

## Bedeutung und politisches Wirken
In Rössings Amtszeit als Minister erfolgten auf dem Gebiet der Innen- und Außenpolitik entscheidende Veränderungen, an denen er maßgeblich beteiligt war. Beim Staatsgrundgesetz von 1849 wurde als Reaktion auf die unterdrückten Revolutionsbestrebungen von 1848/49 eine Revision im konservativen Sinne vorgenommen. 1853 wurde die Kirchenverfassung neu geordnet und 1855 das Unterrichts- und Erziehungswesen neu geregelt. Auf dem Justizsektor wurden für das Großherzogtum eine neue Gerichtsverfassung, Gesetze über den bürgerlichen Prozess, eine Strafprozessordnung, eine Anwaltsordnung, ein Strafgesetzbuch (1857/1858) und Regelungen zum ehelichen Güterrechts sowie zum Erbrecht (1873) verabschiedet. Die Frage des oldenburgischen Erbfolgerechts in den Herzogtümern Schleswig und Holstein konnte in Rössings Amtszeit im Februar 1867 mit dem Vertrag von Kiel geklärt werden. Rössing ermöglichte durch den Ausgleich mit Preußen dem Großherzog Peter II. sein Gesicht zu wahren und verhinderte so dessen Rücktritt. Im Januar und Februar 1867 nahm er an den Ministerialkonferenzen in Berlin teil, in denen die Verfassung des Norddeutschen Bundes beraten wurde. Dort fand er für die oldenburgischen Änderungs- und Ergänzungswünschen, die zuvor in langen Sitzungen des Staatsministeriums erörtert worden waren, allerdings kein Gehör. Trotzdem setzte er sich letztlich dafür ein, dass die Bundesverfassung auch von Oldenburg angenommen wurde, was zu einer Verstimmung des Großherzogs führte.

## Familie
Rössing war seit 1846 mit Emma Wilhelmine (16. März 1822 – 5. Dezember 1852), der Tochter des oldenburgischen Oberhofmarschalls Friedrich Franz Graf von Münnich (1788–1870), verheiratet. Nach dem Tod seiner Frau heiratete er dann 1856 deren verwitwete Schwester Adelheid (2. November 1819 – 11. November 1889), die zuvor mit Rössings Bruder, dem oldenburgischen Kammerherrn und Landjägermeister Hermann Freiherr von Rössing (1797–1855) verheiratet war.
Von seinen Kindern amtierte Hermann (1858–1932) als Oldenburgischer Kammerherr und Schlosshauptmann. Seine Tochter Marie (1849–1936) war mit August von Frydag auf Daren verheiratet.
Nach dem Tode seines Bruders, des hannoverschen Staatsministers August von Rössing (1799–1870), versah Rössing auch das von seiner Familie verwaltete Amt eines Erblandmarschalls des Fürstentums Halberstadt, wo Rössings Urgroßvater als Ingenieurleutnant tätig war, bevor er nach Jever gekommen war.